# باجرام فيتاي
باجرام فيتاي (بالمقدونية: Бајрам Фетаи)‏ هو مدرب كرة قدم مقدوني ولاعب كرة قدم متقاعد من أصل ألباني. ولد في 7 سبتمبر 1985 في تيتوفو، مقدونيا. يعمل حاليًا في أكاديمية نادي نوردشيلاند.